# John Stephen Michaud
John Stephen Michaud (* 24. November 1843 in Burlington, Vermont, USA; † 22. Dezember 1908 in New York City) war ein US-amerikanischer Geistlicher und römisch-katholischer Bischof von Burlington.

## Leben
John Stephen Michaud besuchte das Bryant and Stratton Business College, bevor er in das Kleine Seminar in Montréal eintrat. Anschließend studierte er am College of the Holy Cross in Worcester und am Priesterseminar St. Joseph’s in Troy. Er empfing am 29. September 1873 durch den Bischof von Ogdensburg, Edgar Philip Prindle Wadhams, das Sakrament der Priesterweihe. In den folgenden fast zwanzig Jahren war er in der Seelsorge im Bistum Burlington tätig.
Am 4. Mai 1892 ernannte ihn Papst Leo XIII. zum Koadjutorbischof von Burlington und zum Titularbischof von Modra. Der Erzbischof von Boston, John Joseph Williams, spendete ihm am 29. Juni desselben Jahres die Bischofsweihe; Mitkonsekratoren waren der Bischof von Manchester, Denis Mary Bradley, und der Bischof von Ogdensburg, Henry Gabriels.
Mit dem Tod Louis De Goesbriands am 3. November 1899 folgte er diesem als Bischof von Burlington nach.
Seine letzte Ruhestätte fand er im Resurrection Park in South Burlington.